# Санкт-Маргаретен-бай-Книттельфельд
Санкт-Маргаретен-Книттельфельд (нем. Sankt Margarethen bei Knittelfeld) — коммуна (нем. Gemeinde) в Австрии, в федеральной земле Штирия.
Входит в состав округа Книттельфельд. Население составляет 2749 человек (на 2016 года). Занимает площадь 148,22 км². Официальный код — 62046.

## Политическая ситуация
Бургомистр коммуны — Erwin Hinterdorfer (СДПА) по результатам выборов 2015 года.
Совет представителей коммуны (нем. Gemeinderat) состоит из 15 мест.
- СДПА занимает 8 мест.
- АНП занимает 5 мест.
- FPÖ 1.
- Jugendvolkspartei-Sonja 1.